# Мармет (Западна Вирџинија)
Мармет (енгл. Marmet) град је у америчкој савезној држави Западна Вирџинија.

## Демографија
По попису из 2010. године број становника је 1.503, што је 190 (-11,2%) становника мање него 2000. године.
| Група             | 2000.         | 2010.         |
| Белци             | 1.662 (98,2%) | 1.445 (96,1%) |
| Афроамериканци    | 11 (0,6%)     | 24 (1,6%)     |
| Азијати           | 1 (0,1%)      | 3 (0,2%)      |
| Хиспаноамериканци | 8 (0,5%)      | 5 (0,3%)      |
| Укупно            | 1.693         | 1.503         |